# New World (gra komputerowa)
New World – gra komputerowa z gatunku MMORPG opracowana przez Amazon Games Orange County i wydana przez Amazon Games 28 września 2021 roku. Premiera gry była wcześniej planowana na maj 2020 roku, a następnie na sierpień 2021 roku, ale została opóźniona na wrzesień. Akcja rozgrywa się w połowie XVII wieku, a gracze kolonizują fikcyjną krainę wzorowaną na Amerykach. Gra nie wymaga miesięcznej opłaty abonamentowej.

## Produkcja
We wrześniu 2016 roku na TwitchConie firma Amazon Game Studios ujawniła swoje pierwsze trzy gry na PC: Breakaway, Crucible i New World. 31 marca 2018 roku Amazon Game Studios ogłosiło, że prace nad grą Breakaway zostały wstrzymane i że teraz skupią się na innych tytułach, takich jak New World i Crucible. 9 października 2020 roku firma Relentless Studios poinformowała o anulowaniu gry Crucible. Przedstawiciele studia stwierdzili, że nie widzą przyszłości dla tej produkcji. Pracownicy zostali oddelegowani do pomocy w rozwoju New World. 16 lutego 2021 roku ogłoszono, że gra zostanie wydana 31 sierpnia.
20 lipca 2021 roku gra została udostępniona w formie zamkniętej bety. Następnego dnia poinformowano, że wiele wysokiej klasy kart graficznych Nvidia RTX 3090 wyprodukowanych przez firmę EVGA zostało uszkodzonych podczas uruchamiania gry. Niektóre osoby założyły, że nieobecność limitu klatek na sekundę na ekranie głównego menu gry spowodowała, że procesor graficzny renderował ponad 9000 klatek na sekundę przy pełnym obciążeniu, a mechanizm fail-safe umieszczony w karcie nie zapobiegł uszkodzeniom. W odpowiedzi firma Amazon zapowiedziała, że wprowadzi limit klatek w menu, utrzymując, że sama gra nie uszkodziła kart. Youtuber Jason Langevin, który po raz pierwszy opisał problem, poinformował, że inne karty, w tym RTX 3080 Ti i kilka modeli od AMD, działają błędnie, a także ogłosił, że EVGA za darmo wymieni wszystkie RTX 3090 zepsute przez grę. Langevin przeprowadził również dalsze badania, uruchamiając grę przy użyciu kart EVGA RTX 3090 i MSi RTX 3090, i stwierdził, że chociaż karta MSi nie przekroczyła limitu mocy znamionowej, to EVGA przekroczyła limit o 20%.
4 sierpnia 2021 roku ogłoszono, że premiera zostanie przesunięta na 28 września, aby umożliwić dalszy rozwój w oparciu o opinie z testów beta. 25 sierpnia 2021 roku poinformowano, że bezpłatna otwarta beta rozpocznie się 9 września i będzie trwać do 12 września.

## Rozwój
W listopadzie 2021 roku w ramach aktualizacji o nazwie „W próżni” dodano broń - rękawicę próżni, nowy rodzaj przeciwników - Waregów i połączono przedmioty wystawiane w faktoriach handlowych. W maju 2022 roku wydano areny 3vs3 do walki między graczami. W listopadzie dodano obszar pustynny Piaskobrzegi i broń - miecz dwuręczny. Dodatkowo zmieniono lokacje dla graczy do 25 poziomu dodając nowe zadania, budynki i przeciwników.